# Saint-Eloy, Finistère

Saint-Eloy este o comună în departamentul Finistère, Franța. În 1 ianuarie 2022 avea o populație de 221 de locuitori.